# 陽光保險集團
陽光保險集團股份有限公司，簡稱陽光保險集團股份，以及陽光保險集團（英語：Sunshine Insurance Group Corporation Limited，港交所：6963），於2005年由中国石油化工集团公司、中国南方航空集团有限公司、中国铝业公司、中国外运长航集团有限公司、广东电力发展股份有限公司等，在北京設立一家合營保險公司。
董事長及首席執行官為张维功（1963年12月-）。業務在國內經營集产、寿险和资产管理。本公司總部原位於北京市朝阳区朝外大街乙12号1号楼昆泰国际大厦，现已迁至深圳市南山区粤海街道海珠社区兰芷二路66号阳光保险大厦3001-3008。

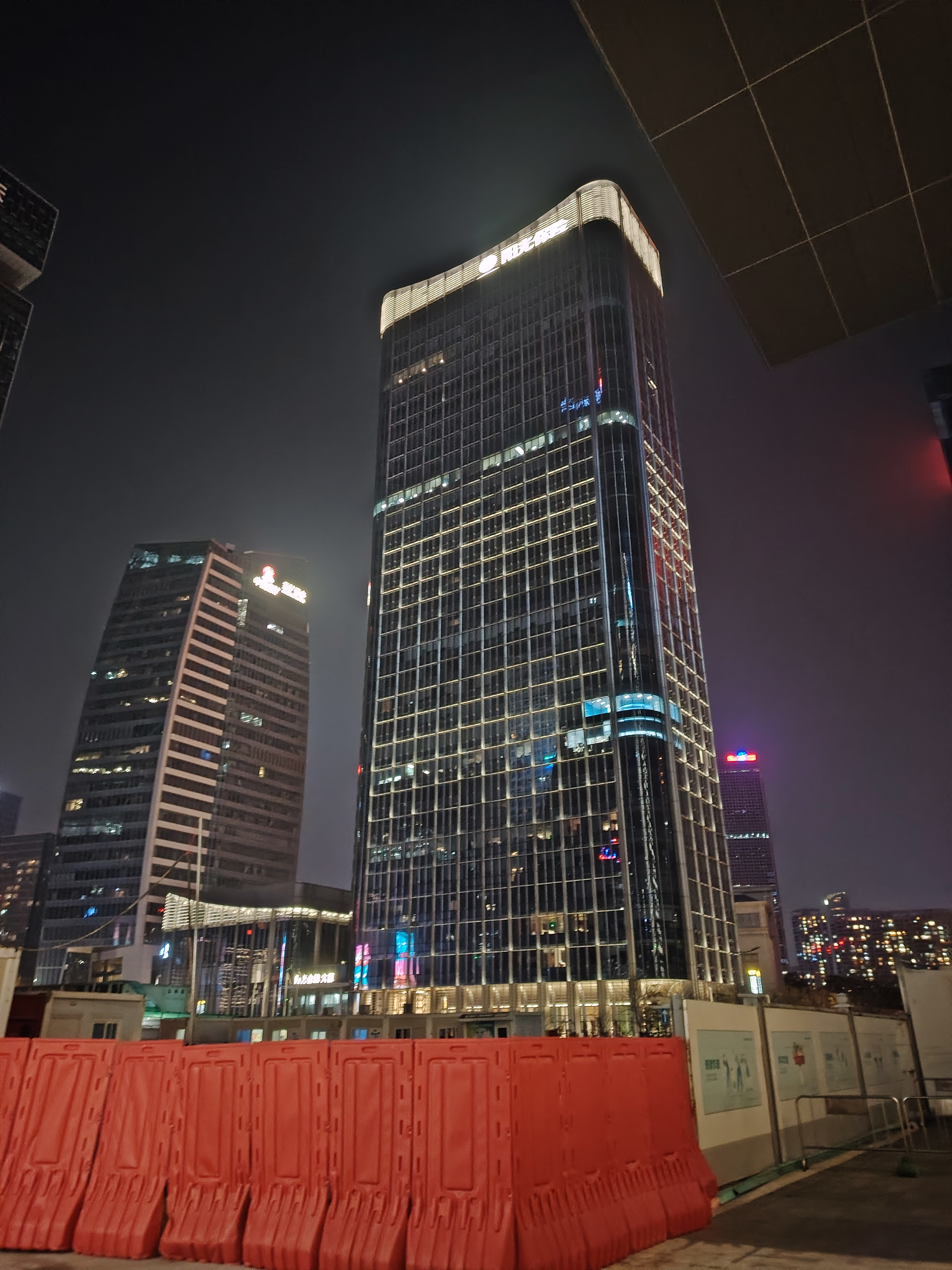
阳光保险大厦，是集团总部所在地

## 历史
2014年11月21日陽光保險集團以4.63億澳元（約合24.3億元人民幣）向美國喜達屋酒店及度假酒店國際集團收購澳大利亞悉尼喜來登公園酒店，並與酒店管理方美國喜達屋酒店及度假酒店國際集團（下稱喜達屋酒店集團）結成長期戰略合作關係。

## 連結
- sinosig.com （页面存档备份，存于）